# Lünten
Lünten is een plaats in de Duitse gemeente Vreden en telt ongeveer 1250 inwoners (2006).
In 1756 werd er een kapel gebouwd in Lünten; in 1906 werd deze afgebroken en werd de St. Bruno-kerk gebouwd. Op de plek van de kapel bevindt zich nu het oorlogsmonument.

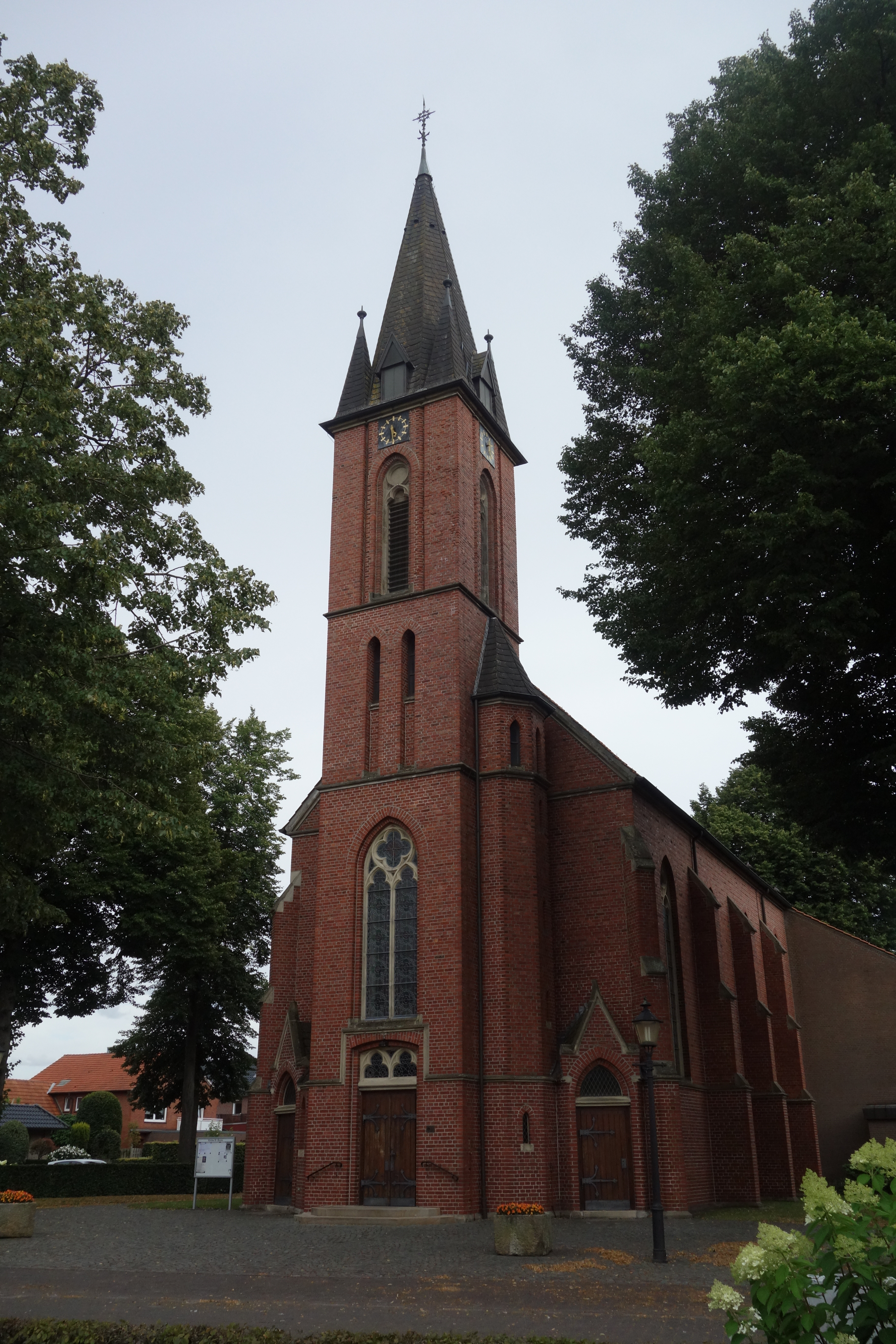
St. Bruno-kerk
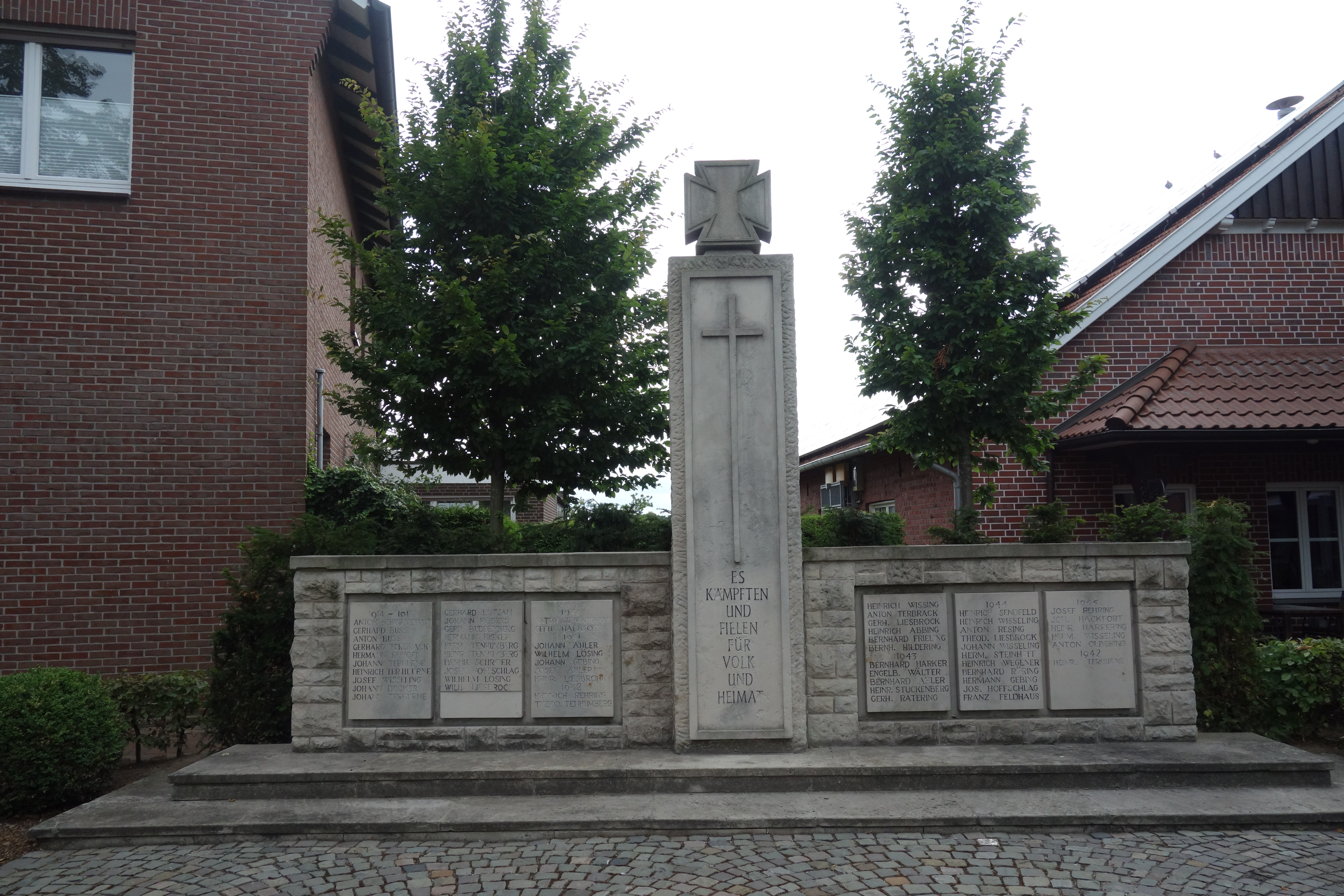
Oorlogsmomunent
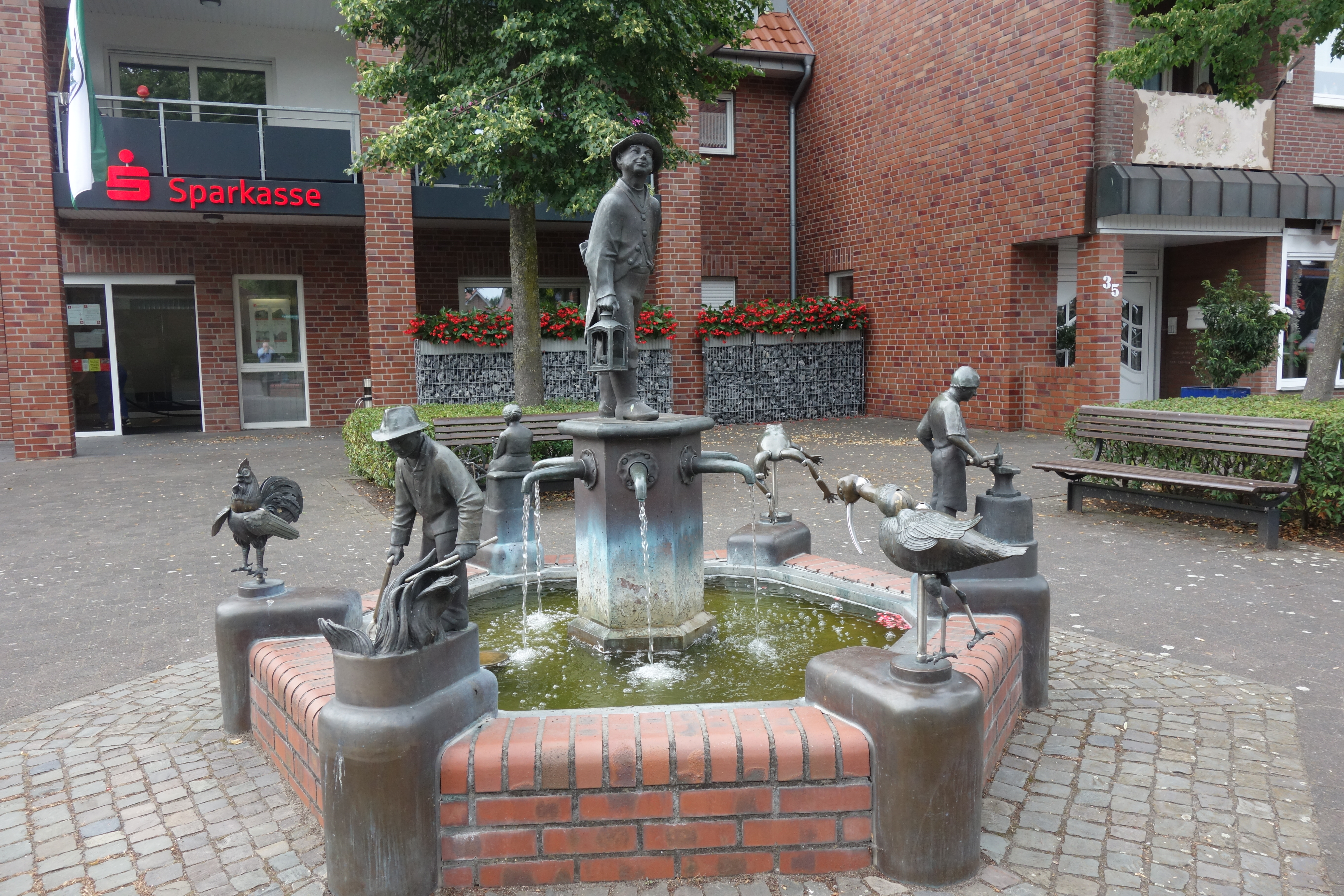
Fontein